# تپه تیمورآباد
تپه تیمور آباد مربوط به دوره صفوی است و در شهرستان پل‌دختر، بخش مرکزی، دهستان ملاوی، ۲۰۰ متری شمال غرب روستای تیمور آباد واقع شده و این اثر در تاریخ ۲۲ آبان ۱۳۸۶ با شمارهٔ ثبت ۲۰۱۳۵ به‌عنوان یکی از آثار ملی ایران به ثبت رسیده‌است.